# Mohammed Tabet
Mohammed Mustafa Tabet (1945 - 5 de septiembre de 1993) conocido también por el alias de "Hajj Tabet", fue un violador serial marroquí y un ex comisario de policía acusado por haber perpetrado en sus tiempos de crimen, el secuestro, violación y posterior agresión de más de 500 mujeres en Marruecos, teniendo así un trágico registro que lo convierte en el mayor violador serial, estando por delante de Juan Carlos Sánchez de la Torre, violador serial colombiano, con un saldo de casi el doble de víctimas que él. Se sabe que todas las violaciones y agresiones de Mustafa fueron perpetradas en un apartamento propiedad de él en Casablanca, la capital de Marruecos, con un periodo criminal que duró desde 1986 hasta 1993.
Este caso es conocido como un ejemplo infame de cómo la corrupción en Marruecos oculta con éxito muchos de los crímenes más atroces, pues, este hombre, haciendo uso de su influencia y poder en la policía, desestimó y ocultó mucha de la evidencia que lo pudo haber inculpado en su tiempo, dándole así mucho más tiempo para poder continuar perpetrando estos crímenes. Este hombre finalmente fue capturado en 1993 teniendo 44 años en aquel momento, cuando fue capturado en su apartamento y luego juzgado y condenado a muerte, siendo ejecutado por un pelotón de fusilamiento el 5 de septiembre de 1993.

## Primeros años
Un día de 1949 nació Mohammed Mustafa Tabet, en la ciudad Beni Mellal, se graduó de la secundaria en 1970, momento donde, casi simultáneo, se unió a la policía local, donde sirvió de informante hasta que, 4 años después, se inscribió en la academia de policía de Jenifra.
Finalmente, ya en el año 1989, se había hecho un miembro de alto rango policial, siendo ahora, jefe de policía de Casablanca, momento donde ya tenía 5 hijos y se había casado y divorciado dos veces. Se sabe que entre los lugareños cercanos a él, ya tenía mala fama de violador y secuestrador, pero, como fue nombrado antes, usó su influencia policial para deshacerse de denuncias y evidencias que tenían contra él.

## Modus operandi
Se sabe que el caso tuvo una relevancia mediática muy importante en Marruecos, pero excepto en Marruecos, el caso es realmente poco conocido, por lo cual, en el exterior de Marruecos no se tiene mucha información o es difícil de conseguir, por lo cual, no se conoce aún muy bien el modus operandi de este tipo, aunque hay personas que según relatan, el modus operandi de él era acercarse en su automóvil a mujeres, para luego dramáticamente, secuestrarlas y posterior a esto, violarlas en su apartamento.

## Arresto y confesiones
Este hombre, un día de 1993, teniendo 44 años, fue capturado en su apartamento acusado de secuestro, privación ilegal de la libertad, violacion y agresión a más de 500 mujeres, todos estos sucesos en su apartamento.
Tanto sus hijos como su esposa, como su exmujer, negaron tener algún conocimiento sobre sus atroces crímenes, en mitad del allanamiento que hicieron en su apartamento en el momento de su captura, Encontraron más de 118 cintas de video donde quedaron documentados varios de los crímenes de Tabet, cintas donde quedaba recordado el momento donde las agredía o violaba.
Posteriormente, el Ministerio Público los describió como "[...] no solo grabaciones pornográficas, sino las grabaciones más horribles de la historia de la humanidad", mientras que la prensa marroquí calificó el caso como uno de los peores ejemplos de corrupción policial y encubrimientos de crímenes en la historia del país.
En su juicio, Tabet confesó y admitió que eran verídicas las cintas y que otros colegas policías lo habían ayudado a esconder las evidencias y pruebas en su contra, pero también dijo que había víctimas que participaron en estas violaciones de manera voluntaria, cosa no comprobada.

## Juicio, condena y ejecución.
Finalmente, en su juicio Tabet fue acusado y condenado por violación, trata de personas, incitación, secuestro y agresión a 500 mujeres en su apartamento durante un período de 3 años.
El 15 de marzo Tabet fue finalmente declarado culpable de todos los cargos y fue condenado a pena de muerte, siendo finalmente el 5 de septiembre ejecutado por un pelotón de fusilamiento, siendo éste, hasta el momento, el caso conocido más prolífico de un violador en serie, siendo también, a día de hoy, la última persona condenada a pena capital en Marruecos.